# Paromenia maculosa
Paromenia maculosa är en insektsart som beskrevs av Young 1977. Paromenia maculosa ingår i släktet Paromenia och familjen dvärgstritar. Inga underarter finns listade i Catalogue of Life.